# スウェーデングランプリ
スウェーデングランプリ（Sveriges Grand Prix）は、スウェーデンで1973年から1978年まで6年間連続して行われた、F1世界選手権レースのひとつである。

## 概要
1973年から1978年まで行われた、F1世界選手権レースのひとつ。同時期にスウェーデン人ドライバーのロニー・ピーターソンが活躍したことが、開催の機運を後押しした。ヨーロッパラウンドの中ほどで行われるにもかかわらずニューマシンが投入されることが多く、たった6回の開催でありながら前評判を完全に覆す程の波乱が多く、それまで選手権に全く絡まなかったドライバーが突然優勝してしまうこともあり、記憶・記録・記事それぞれに多く残っている特異なレースといえる。ピーターソンが1978年のイタリアグランプリで事故死したことがスウェーデン国内で大きな問題となり、以降F1は行われなくなって現在に至っている。なお、ピーターソンは1度もスウェーデングランプリでは優勝できなかった（1973年の2位が最高順位）。

## 開催されたサーキット
全て「スカンジナビアン・レースウェイ」とも称されるアンデルストープ・サーキット(Anderstorp)で行われた。F1GPが初めて行われた1973年に4,018mのレイアウトで完成し、2輪の世界選手権でも使用されていた。1978年に4,031mに改装されている。コントロールラインとピットが離れているのが特徴。単純な円弧と直線を組み合わせたデザインも特徴的で、バックストレート直後に設置されているほぼ90度を右へ鋭角に回りこむコーナーはオーバーテイクがよく見られる。1周の平均速度から見ると平均的からやや中低速寄りであるが、長いストレートがあるためセットアップにはそれなりのデータの蓄積が要求される。

## 特筆すべき過去のレース

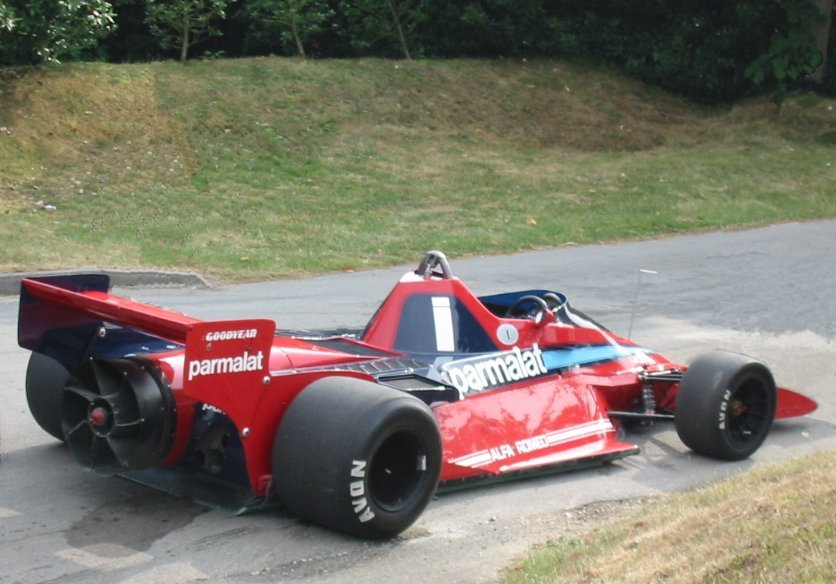
"ファン・カー" ブラバム・BT46B

数多く開催されたスウェーデンGPの中でも、大きな出来事が起こった、または記念すべきレースをいくつか取り上げて紹介する。
- 1976年 6輪車唯一の勝利
1975年末に発表されたティレルの6輪車P34が優勝を飾ったレース。優勝したのはジョディー・シェクターで、2位にもパトリック・デュパイエが入り、1-2フィニッシュを達成した。この年のP34は実に9回の2位を獲得するなど、抜群の安定感を見せた。現在の規則ではタイヤは4つと定められており、6輪車が勝った唯一のレースとして知られている。

- 1978年 ファン・カー唯一の出走と勝利
この年になり本格化、ほぼ全ての有力チームが実用化に成功したグラウンド・エフェクトに追随できなかったブラバムチームは、このスウェーデンGPで新車BT46Bを持ち込んだ。ブラバムチームのデザイナーであったゴードン・マレーは、ベルヌーイの定理を応用して接地力を増したグラウンド・エフェクトに代わり、車体下の空気をファンで吸い出すという奇抜なアイディアで接地力を増した。F1の規則では「空力に影響を与える部分は固定されていること」というルールがありこれに多分に抵触する虞のあるものではあったが、マレーはあらかじめ国際スポーツ委員会に文書で合法性を問うて認められているため、また「車体上部のラジエーターに空気を強制的に取り込むため」というマレーの説明もあり、スウェーデンGPの出走も認められた。
レースでは、BT46Bに乗るジョン・ワトソンとニキ・ラウダは予選では2位と3位の位置を占め、決勝でもワトソンがメカニカルトラブルでリタイアするもラウダがあっさりと優勝を決めた。このことにより更に紛糾の種となり、問題の機構は使用禁止となった。これにより、1976年のスウェーデンGPと並びこの年のレースも、このような特異な機構をもつ車体が出走・優勝した唯一のレースとなった。

## 過去の結果と開催サーキット
1955年-1957年はスポーツカー（1956年-1957年は世界スポーツカー選手権の一戦。ラウンドの数字は同選手権のもの）、1967年はヨーロッパF2選手権の非選手権レースとして開催された。
| 年          | 決勝日     | ラウンド   | サーキット       | 勝者                                    | コンストラクター             | 結果       |
| ----------- | ---------- | ---------- | ---------------- | --------------------------------------- | ---------------------------- | ---------- |
| 1933        | 8月06日    | -          | ヴラム           | アントニオ・ブリヴィオ                  | アルファロメオ               | 詳細       |
| 1934 - 1948 | 開催されず | 開催されず | 開催されず       | 開催されず                              | 開催されず                   | 開催されず |
| 1949        | 5月29日    | -          | スカープネック   | プリンス・ビラ                          | マセラティ                   | 詳細       |
| 1950 - 1954 | 開催されず | 開催されず | 開催されず       | 開催されず                              | 開催されず                   | 開催されず |
| 1955        | 8月07日    | -          | ラーベロフバナン | ファン・マヌエル・ファンジオ            | メルセデス・ベンツ           | 詳細       |
| 1956        | 8月12日    | 5          | ラーベロフバナン | フィル・ヒル モーリス・トランティニアン | フェラーリ                   | 詳細       |
| 1957        | 8月08日    | 6          | ラーベロフバナン | ジャン・ベーラ スターリング・モス       | マセラティ                   | 詳細       |
| 1958 - 1966 | 開催されず | 開催されず | 開催されず       | 開催されず                              | 開催されず                   | 開催されず |
| 1967        | 8月13日    | -          | カールスコーガー | ジャッキー・スチュワート                | マトラ-フォード （ティレル） | 詳細       |
| 1968 - 1972 | 開催されず | 開催されず | 開催されず       | 開催されず                              | 開催されず                   | 開催されず |
| 1973        | 6月17日    | 7          | アンデルストープ | デニス・ハルム                          | マクラーレン-フォード        | 詳細       |
| 1974        | 6月09日    | 7          | アンデルストープ | ジョディー・シェクター                  | ティレル-フォード            | 詳細       |
| 1975        | 6月08日    | 7          | アンデルストープ | ニキ・ラウダ                            | フェラーリ                   | 詳細       |
| 1976        | 6月13日    | 7          | アンデルストープ | ジョディー・シェクター                  | ティレル-フォード            | 詳細       |
| 1977        | 6月19日    | 8          | アンデルストープ | ジャック・ラフィット                    | リジェ-マトラ                | 詳細       |
| 1978        | 6月17日    | 8          | アンデルストープ | ニキ・ラウダ                            | ブラバム-アルファロメオ      | 詳細       |
| 出典:       |            |            |                  |                                         |                              |            |

- ピンク地はF1世界選手権以外で開催された年。

### 過去の開催サーキット

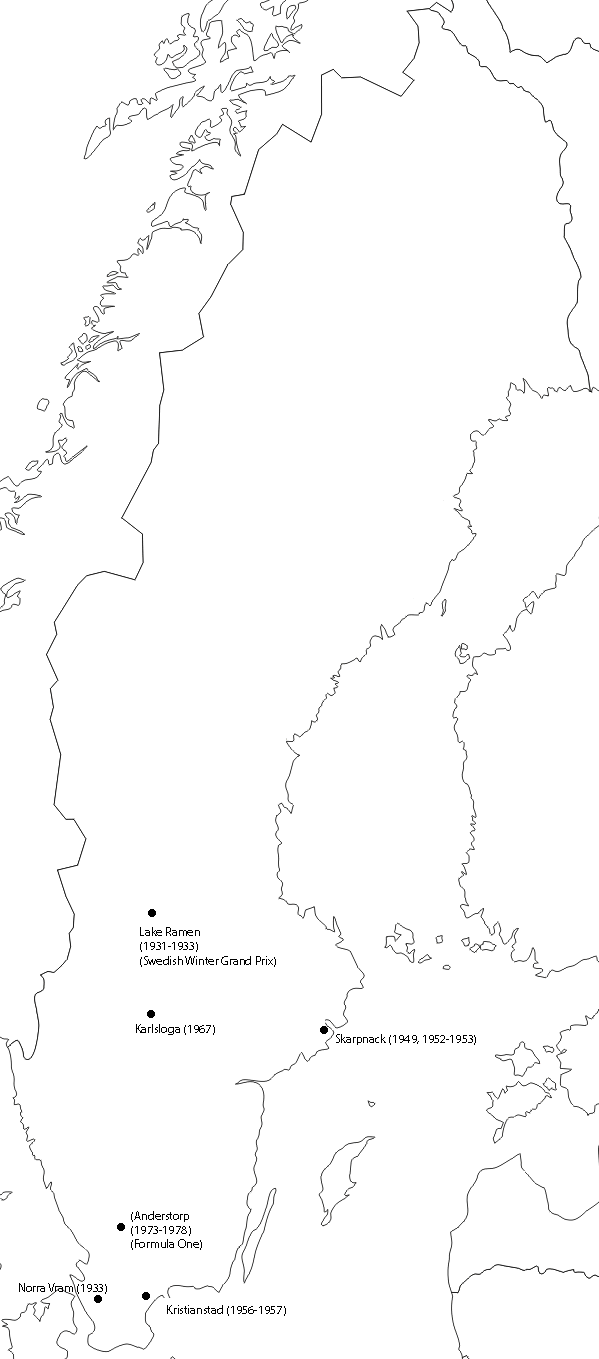
スウェーデングランプリの開催地

アンデルストープ（1973-1974）
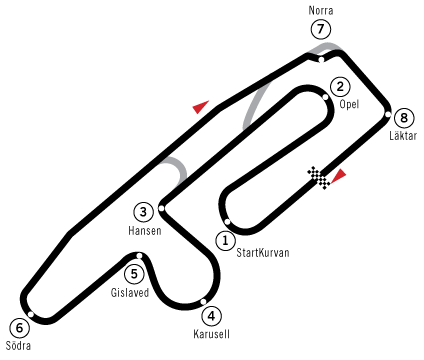
アンデルストープ（1975-1977）
アンデルストープ（1978）

## 優勝回数
複数回勝利を挙げた者のみ対象とする。

### ドライバー
| 回数  | ドライバー             | 優勝年     |
| ----- | ---------------------- | ---------- |
| 2     | ジョディー・シェクター | 1974, 1976 |
| 2     | ニキ・ラウダ           | 1975, 1978 |
| 出典: |                        |            |

### コンストラクター
| 回数  | コンストラクター | 優勝年     |
| ----- | ---------------- | ---------- |
| 2     | マセラティ       | 1949, 1957 |
| 2     | フェラーリ       | 1956, 1975 |
| 2     | ティレル         | 1974, 1976 |
| 出典: |                  |            |

- 太字は2025年のF1世界選手権に参戦中のコンストラクター。
- ピンク地はF1世界選手権以外で開催された年。

### エンジン
| 回数  | メーカー       | 優勝年                 |
| ----- | -------------- | ---------------------- |
| 4     | フォード       | 1967, 1973, 1974, 1976 |
| 2     | マセラティ     | 1949, 1957             |
| 2     | フェラーリ     | 1956, 1975             |
| 2     | アルファロメオ | 1933, 1978             |
| 出典: |                |                        |

- 太字は2025年のF1世界選手権に参戦中のメーカー。
- ピンク地はF1世界選手権以外で開催された年。

1. ↑  コスワースが製造。